# Xestia curviplena
Xestia curviplena är en fjärilsart som beskrevs av Walker 1865. Xestia curviplena ingår i släktet Xestia och familjen nattflyn. Inga underarter finns listade i Catalogue of Life.